# Печать Вайоминга
Большая печать штата Вайоминг (англ. Great Seal of the State of Wyoming) — один из государственных символов штата Вайоминг, США. Печать была создана в 1893 году, переработана в 1921 году.
Статуя женщины, держащей флаг с девизом «Equal Rights» (англ. «Равные права»), изображённая в центре печати, символизирует политические права женщин, которыми пользуются женщины Вайоминга с принятием поправки в избирательное право в 1869 году. По бокам мужские фигуры, что символизируют скотоводство и горнодобывающую промышленность штата. На заднем плане две колонны, наверху которых горящие лампы, символизирующие огонь знаний. На обвивающих колонны лентах написаны слова «Нефть», «Шахты», «Скот», «Зерно», символизирующие четыре главный отрасли хозяйства Вайоминга — нефтедобычу, горнорудную промышленность, животноводство и выращивание зерновых. В нижней части печати изображён американский орёл, сидящий на федеральном геральдическом щите. В синей главе щита изображена серебряная звезда, сопровождаемая по сторонам литерами «XL IV» — т.е. римской цифрой 44, означающей, что Вайоминг был принят в Союз 44-м по счёту. Внизу щита лента с датами «1869—1890».
Государственная печать помещены в витражи потолков Палаты представителей и Сената Вайоминга. Печать также изображена в центре фигуры бизона на флаге Вайоминга.